# Björn Dahlberg
Björn E. J.  Dahlberg (1949 – 30 de janeiro de 1998) foi um matemático sueco, que trabalhou com análise harmónica e matemática aplicada.

## Vida
Dahlberg obteve um doutorado em 1971 na Universidade de Gotemburgo, orientado por Tord Ganelius com a tese Growth properties of subharmonic functions.
Como matemático aplicado trabalhou por exemplo em programas de projeto para a indústria automobilística (Volvo).
Pouco antes de sua morte provou a inversão do teorema dos quatro vértices.
Recebeu o Prêmio Salem de 1978.